# Timòcares
Timòcares (en llatí Thymochares o Thymocharis, en grec antic Θυμοχάρης, Θυμόχαρις) fou un militar atenenc que va viure al segle v aC.
Va dirigir un petit estol enviat ràpidament a Eubea per oposar-se a la flota peloponèsia dirigida per Hegesàndrides. La seva aparició havia produït molta alarma a Atenes.
Timòcares va ser derrotat prop d'Erètria i tota l'illa d'Eubea es va revoltar a favor d'Esparta excepte Oreos l'any 411 aC, segons diu Tucídides. Més tard, Hegesàndrides va sortir d'Eubea per actuar en col·laboració amb Míndar més al nord i Timòcares va seguir d'arrere d'ell, en la mateixa direcció amb uns quants vaixells. En la batalla que va seguir, els lacedemonis van tornar a sortir victoriosos, com explica Xenofont. Després d'aquest fet no hi ha més notícies de Timòcrates.